# 西藏图书馆

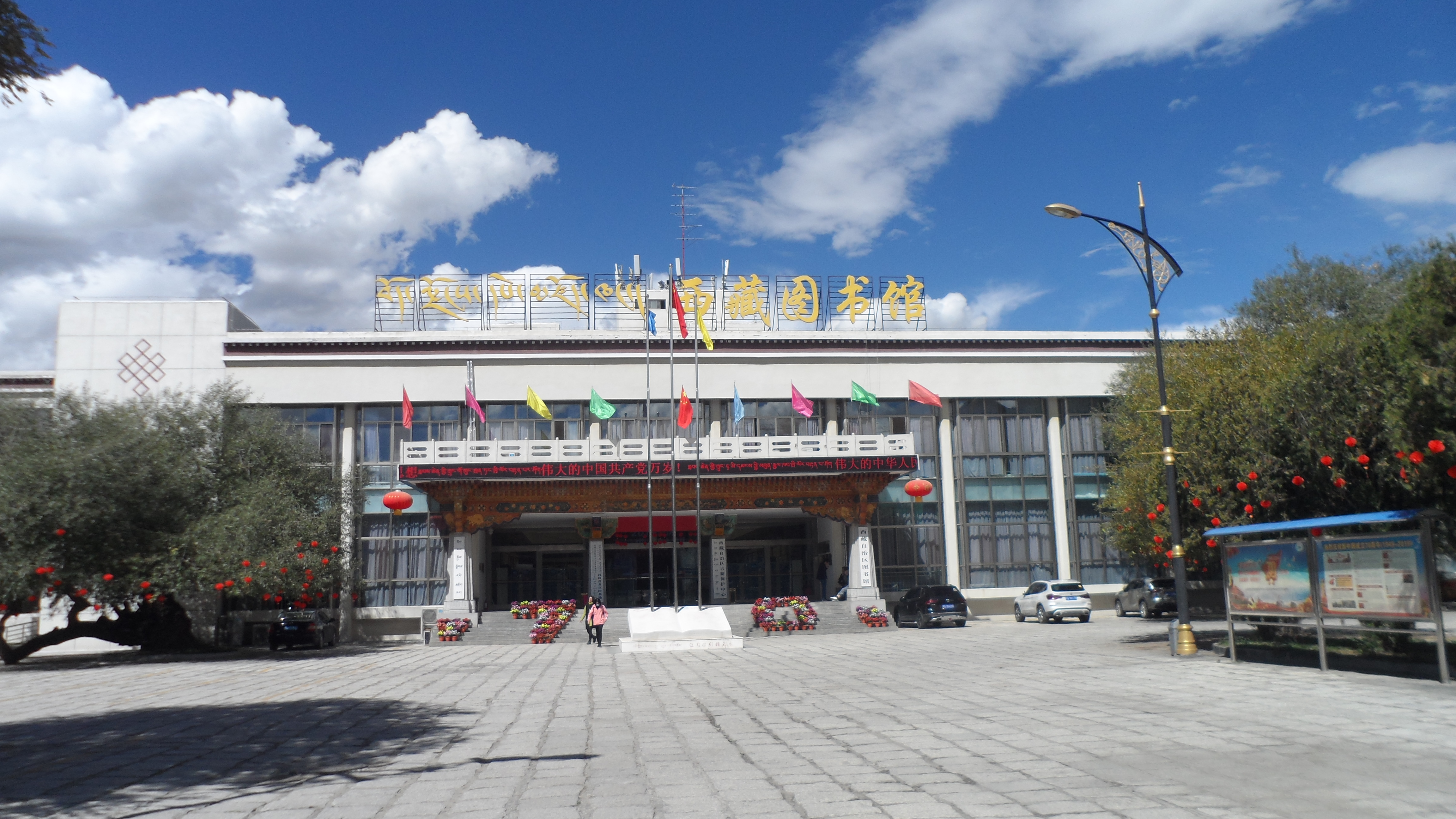
西藏图书馆

西藏图书馆是中华人民共和国西藏自治区的自治区级公共图书馆，位于拉萨市罗布林卡路25号。

## 沿革
1994年，在中华人民共和国新闻出版署的号召下，中华人民共和国500多家出版社向筹建中的西藏自治区图书馆捐赠了38万册图书。1995年，西藏图书馆馆舍落成。1996年7月西藏图书馆开馆。 
2010年，西藏图书馆内设有开架借阅室以及藏文阅览室、期刊阅览室、少儿阅览室、电子阅览室、港台外文阅览室等5个阅览室。该馆设有藏文古籍书库，珍藏的藏文古籍正在逐步增加，内容涵盖天文、历算、政治、经济、哲学、文化、医学、建筑、地方志、佛经等多个方面。

## 圖集

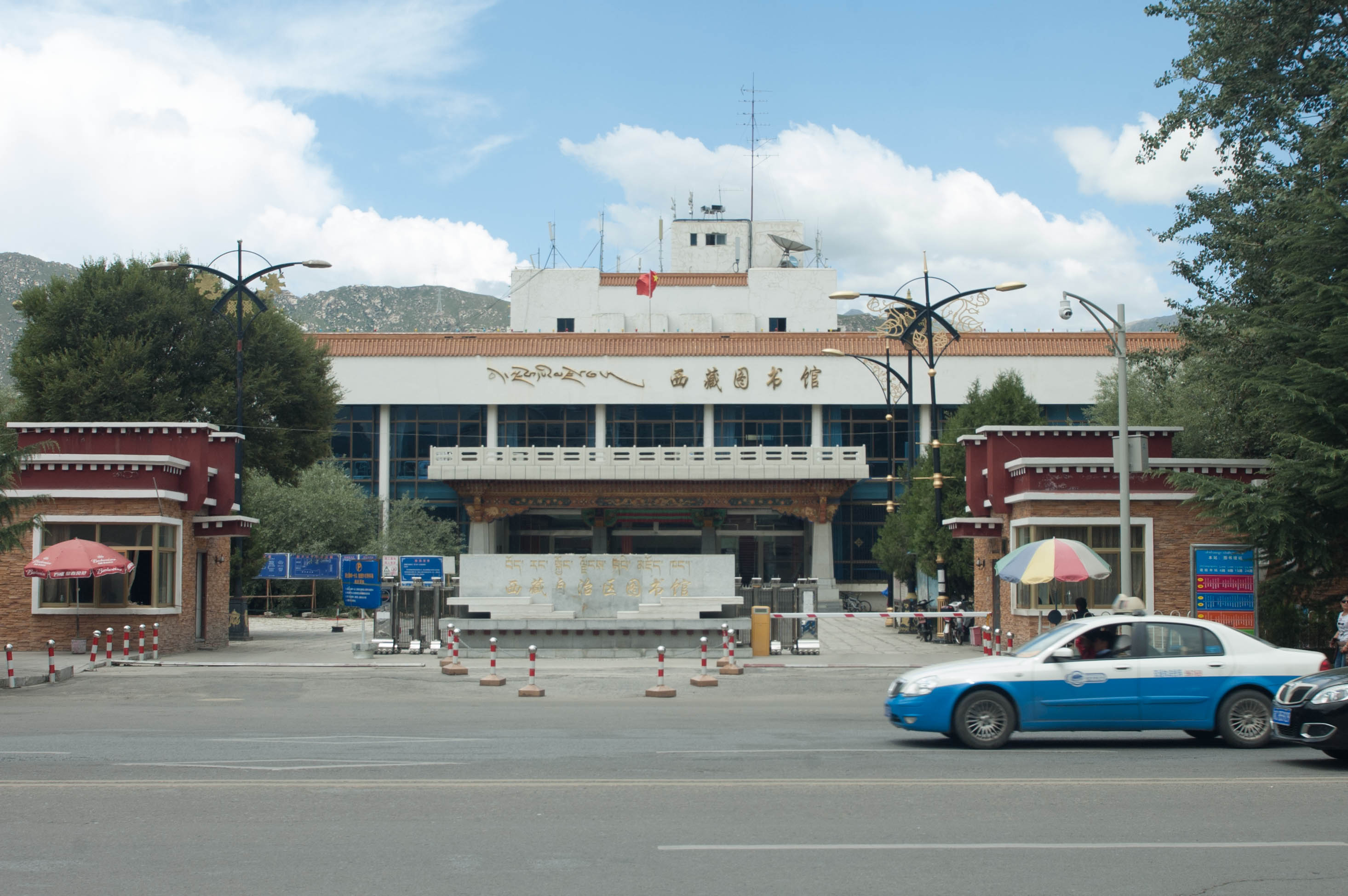
西藏图书馆正门
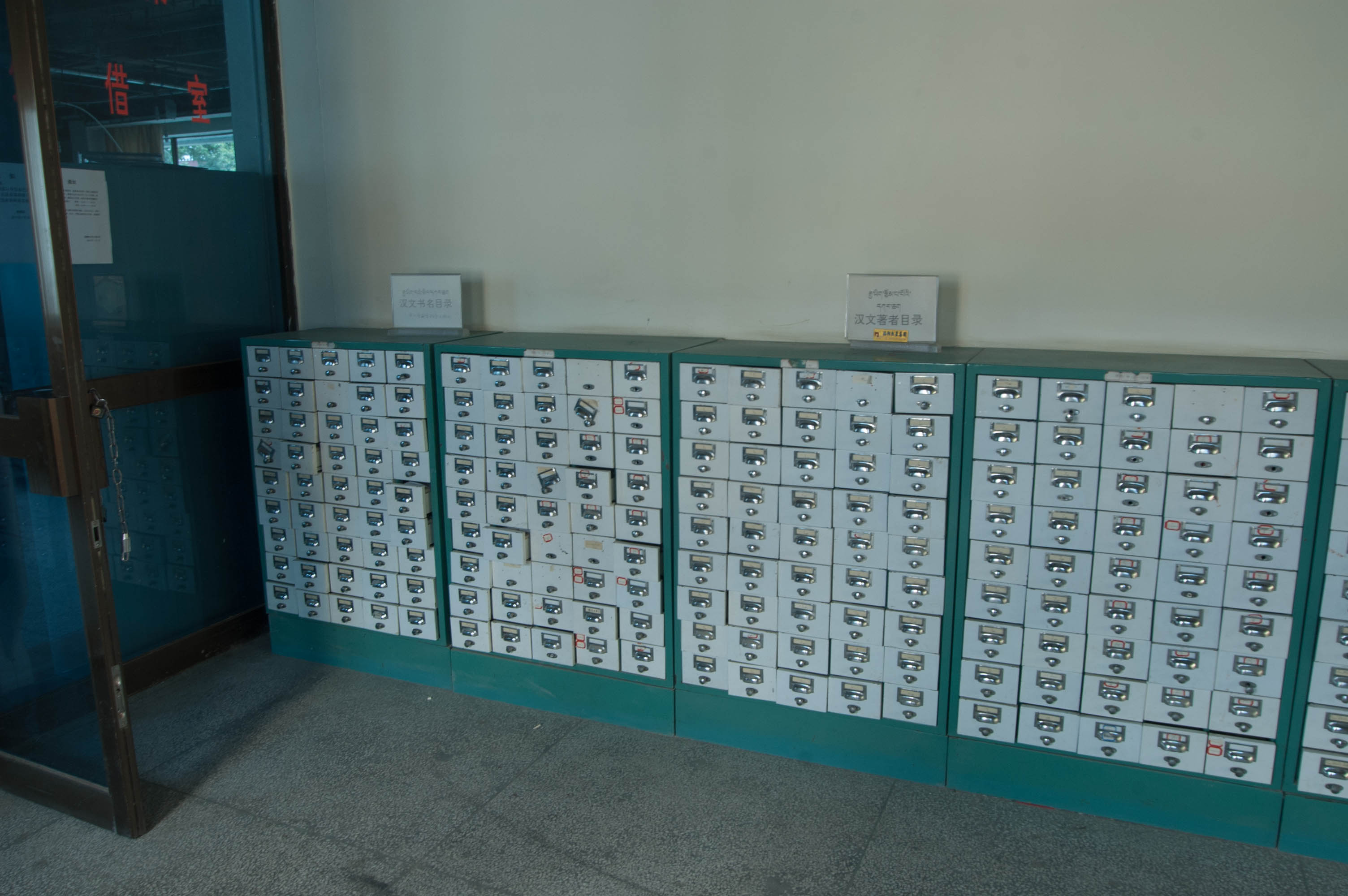
西藏图书馆抽屉式目录索引
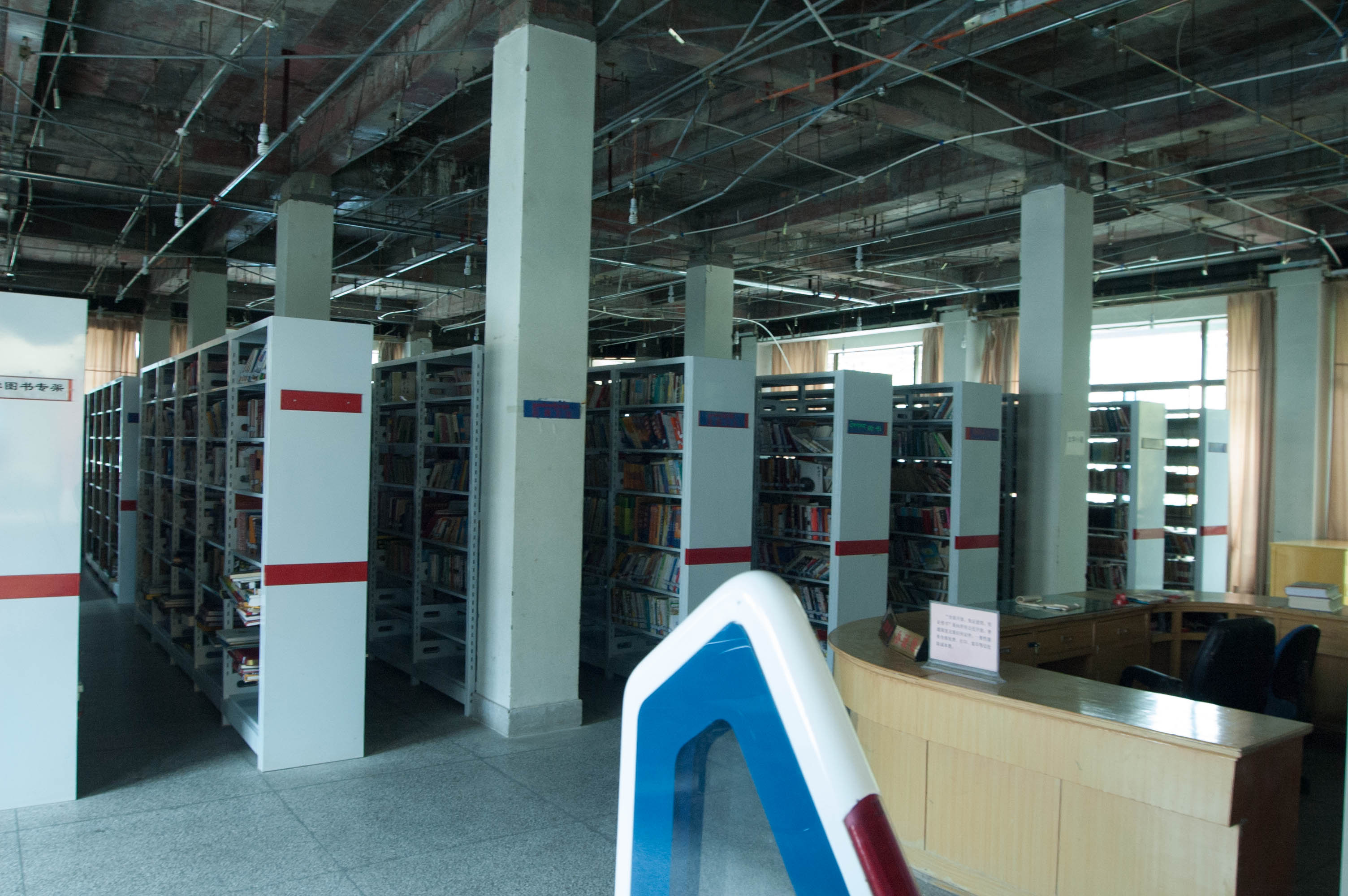
西藏图书馆书架
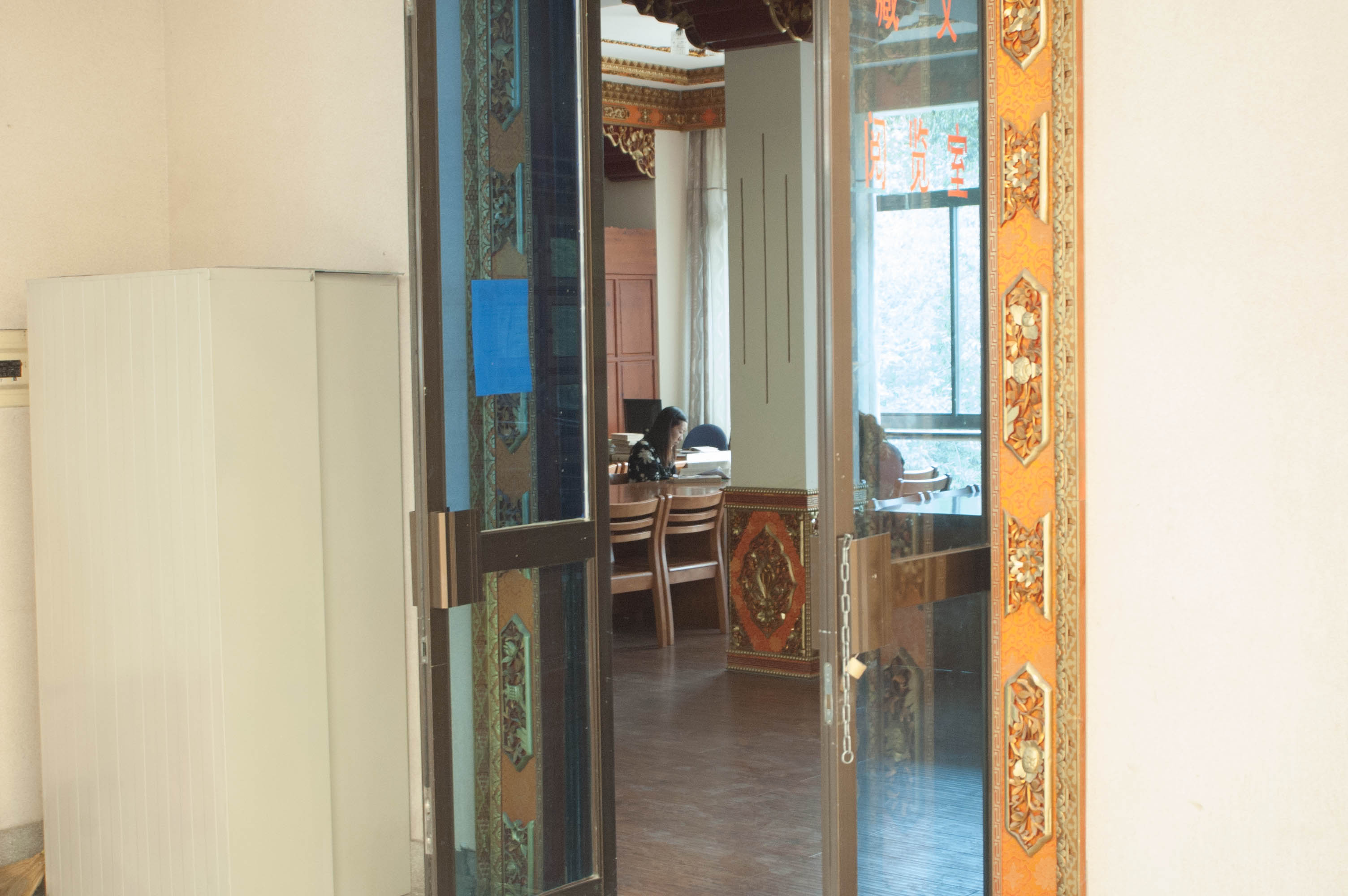
西藏图书馆藏文阅览室
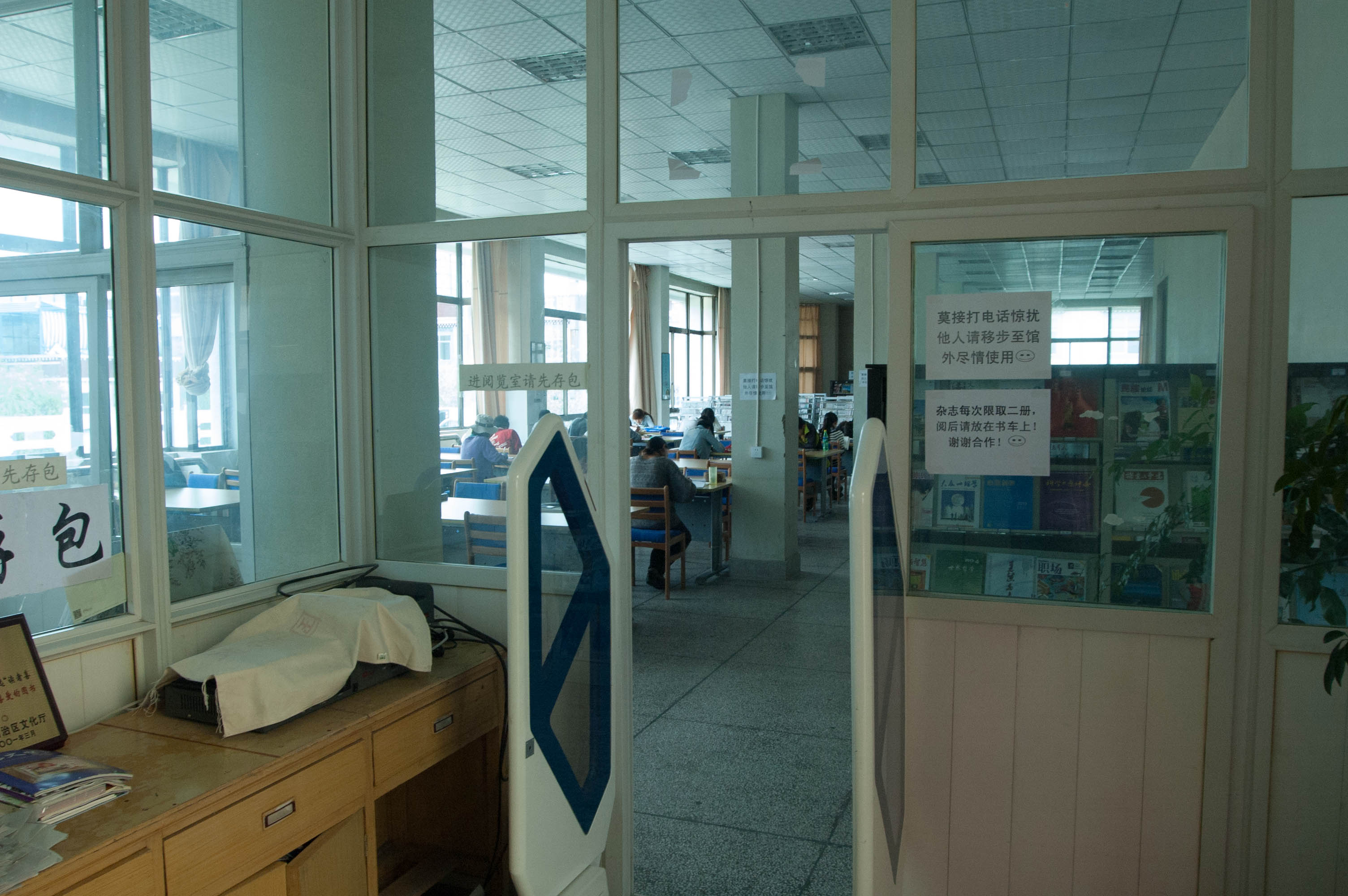
西藏图书馆阅览室